# Curtis Glencross
Pour les articles homonymes, voir Glencross.
Curtis Jack Glencross (né le 28 décembre 1982 à Kindersley, dans la province de la Saskatchewan au Canada) est un joueur professionnel canadien de hockey sur glace.

## Carrière
Joueur non réclamé au repêchage, il signe en 2003 un contrat avec les Mighty Ducks d'Anaheim après avoir passé deux saisons avec l'université d'Alaska-Anchorage. Il ne joue que deux rencontres avec les Ducks, récoltant au passage son premier point dans la LNH (un but), avant de voir ces derniers l'échanger aux Blue Jackets de Columbus en 2007.
Il change de camp à nouveau un an plus tard lorsque les Jackets le cèdent aux Oilers d'Edmonton. Puis à l'été 2008, il rejoint en tant qu'agent libre les Flames de Calgary.

## Statistiques
| Saison     | Équipe                       | Ligue      |     | Saison régulière | Saison régulière | Saison régulière | Saison régulière | Saison régulière |   | Séries éliminatoires | Séries éliminatoires | Séries éliminatoires | Séries éliminatoires | Séries éliminatoires |
| Saison     | Équipe                       | Ligue      | PJ  | B                | A                | Pts              | Pun              | PJ               | B | A                    | Pts                  | Pun                  |                      |                      |
| 2002-2003  | Seawolves d'Alaska Anchorage | WCHA       | 35  | 11               | 12               | 23               | 79               | -                | - | -                    | -                    | -                    |                      |                      |
| 2003-2004  | Seawolves d'Alaska Anchorage | WCHA       | 37  | 21               | 13               | 34               | 79               | -                | - | -                    | -                    | -                    |                      |                      |
| 2003-2004  | Mighty Ducks de Cincinnati   | LAH        | 7   | 2                | 1                | 3                | 6                | 9                | 1 | 6                    | 7                    | 10                   |                      |                      |
| 2004-2005  | Mighty Ducks de Cincinnati   | LAH        | 51  | 6                | 3                | 9                | 63               | 12               | 2 | 0                    | 2                    | 10                   |                      |                      |
| 2005-2006  | Pirates de Portland          | LAH        | 41  | 15               | 10               | 25               | 85               | 19               | 4 | 6                    | 10                   | 37                   |                      |                      |
| 2006-2007  | Pirates de Portland          | LAH        | 31  | 6                | 10               | 16               | 74               | -                | - | -                    | -                    | -                    |                      |                      |
| 2006-2007  | Ducks d'Anaheim              | LNH        | 2   | 1                | 0                | 1                | 2                | -                | - | -                    | -                    | -                    |                      |                      |
| 2006-2007  | Blue Jackets de Columbus     | LNH        | 7   | 0                | 0                | 0                | 0                | -                | - | -                    | -                    | -                    |                      |                      |
| 2006-2007  | Crunch de Syracuse           | LAH        | 29  | 19               | 12               | 35               | 53               | -                | - | -                    | -                    | -                    |                      |                      |
| 2007-2008  | Blue Jackets de Columbus     | LNH        | 36  | 6                | 6                | 12               | 25               | -                | - | -                    | -                    | -                    |                      |                      |
| 2007-2008  | Oilers d'Edmonton            | LNH        | 26  | 9                | 4                | 13               | 28               | -                | - | -                    | -                    | -                    |                      |                      |
| 2008-2009  | Flames de Calgary            | LNH        | 74  | 13               | 27               | 40               | 42               | 6                | 0 | 3                    | 3                    | 12                   |                      |                      |
| 2009-2010  | Flames de Calgary            | LNH        | 67  | 15               | 18               | 33               | 58               | -                | - | -                    | -                    | -                    |                      |                      |
| 2010-2011  | Flames de Calgary            | LNH        | 79  | 24               | 19               | 43               | 59               | -                | - | -                    | -                    | -                    |                      |                      |
| 2011-2012  | Flames de Calgary            | LNH        | 67  | 26               | 22               | 48               | 62               | -                | - | -                    | -                    | -                    |                      |                      |
| 2012-2013  | Flames de Calgary            | LNH        | 40  | 15               | 11               | 26               | 18               | -                | - | -                    | -                    | -                    |                      |                      |
| 2013-2014  | Flames de Calgary            | LNH        | 38  | 12               | 12               | 24               | 12               | -                | - | -                    | -                    | -                    |                      |                      |
| 2014-2015  | Flames de Calgary            | LNH        | 52  | 9                | 19               | 28               | 39               | -                | - | -                    | -                    | -                    |                      |                      |
| 2014-2015  | Capitals de Washington       | LNH        | 18  | 4                | 3                | 7                | 6                | 10               | 1 | 0                    | 1                    | 2                    |                      |                      |
| Totaux LNH | Totaux LNH                   | Totaux LNH | 507 | 134              | 141              | 275              | 351              | 16               | 1 | 3                    | 4                    | 14                   |                      |                      |

## Transaction en carrière
- 25 mars 2004 : signe à titre d'agent libre avec les Mighty Ducks d'Anaheim.
- 26 janvier 2007 : échangé par les Ducks avec Zenon Konopka et le choix de septième ronde des Ducks au repêchage de 2007 (Trent Vogelhuber) aux Blue Jackets de Columbus en retour de Joe Motzko, Mark Hartigan et du choix de quatrième ronde des Jackets en 2007 Sebastian Stefaniszin.
- 1er février 2008 : Échangé par les Blue Jackets aux Oilers d'Edmonton en retour de Dick Tarnstrom.
- 2 juillet 2008 : signe à titre d'agent libre avec les Flames de Calgary.